# Чангизи, Себастьян
Себастьян Кользе Чангизи (дат. Sebastian Kolze Changizi, род. 29 декабря 2000, Силькеборг, Орхус) — датский профессиональный шоссейный велогонщик, серебряный призёр чемпионата Дании в групповой гонке среди юниоров.

## Карьера
Себастьян Чангизи начал заниматься велоспортом в 2012 году в клубе Silkeborg IF Cykling в качестве гонщика второго года U13. Будучи юниором, он входил в состав национальной команды и прославился, заняв несколько первых мест. В сезонах 2017 и 2018 годов он выступал в составе юниорской команды клуба Team Mascot Workwear. Затем он провёл один сезон в команде Team AURA Energi-JS.dk.
В 2020 году подписал однолетний контракт с ColoQuick Cycling. В трёх гонках сезона в рамках шоссейного кубка Датского союза велосипедистов он занял первое, второе и третье места, а также одержал общую победу в гоночной серии. В октябре 2020 года стороны продлили контракт на 2021 год. В следующем году контракт был снова продлён на 2022 год.
17 июля 2022 года было объявлено, что Себастьян Кользе Чангизи подписал контракт стажёра с французской командой Мирового тура Cofidis с 1 августа. Его первой гонкой за команду стал Гран-при Ефа Схеренса, где он не финишировал. В сезоне 2022 года Колзе Чангизи добился первого успеха в Туре Европы UCI, выиграв четвёртый этап Флеш дю Сюд в спринте. В майке сборной U23 он выступил в Кубке наций UCI U23, заняв второе место на Гент — Вевельгем U23 и два вторых места на этапах Тур де л’Авенир, а также занял второе место в общем зачёте по очкам. Последняя гонка Чангизи за французскую команду состоялась 9 октября, когда он участвовал, но не финишировал в Мемориале Рика Ван Стенбергена.
С 1 января 2023 года датский гонщик присоединился к швейцарской про-команде Tudor Pro Cycling Team, заключив двухлетний контракт. Его дебют за команду был запланирован на Туре Антальи, но после его отмены Чангизи был включен в стартовый список на Туре ОАЭ. Это был первый раз в его карьере, когда он принял участие в гонке Мирового тура.

## Достижения
2017
8-й на 2-м этапе Тура Химмельфарта
2018
Три дня на севере U19
2-й на 1-м этапе
10-й на 2-м этапе
8-й на 3-м этапе
Кубок президента города Грудзёндз U19
7-й на 2-м этапе
3-й этап
9-й на 5-м этапе
8-й в спринтерской классификации
5-й в очковой классификации
2-й на чемпионате Дании — групповая гонка U19
Гран-при генерала Паттона
10-й на 2-м этапе
9-й в горной классификации
Велосипедная неделя Раннерса U19
1-й этап
3-й на 2-м этапе
7-й на 4-м этапе
3-й в генеральной классификации
Обэль-Тимистер-Ставело U19
5-й на 2-м этапе
10-й в горной классификации
Гран-при Рюблиленд
4-й на 4-м этапе
8-й в горной классификации
2019
9-й в горной классификации Тура Антальи
8-й на Rund um Ascheffel
6-й на гонке Мельдгор
3-й на гонке Слагельсе
8-й на 4-м этапе Флеш дю Сюд
4-й на Principia Løbet (Раннерс)
5-й на чемпионате Дании — командная гонка
8-й на Гран-при Хадстена
3-й на уличных гонках Хернинга
8-й на уличных гонках Ольборга
Гонка в Хобро
2020
Горная классификация Велосипедной недели Раннерса
Открытая гонка велоклуба Греве
2-й на Hydro Løbet (Тённер)
3-й на открытой гонке в Хольбеке
2021
3-й на гонке велоклуба Северной Зеландии
6-й на чемпионате Дании — групповая гонка
6-й на 2-м этапе Тур де л’Авенир
Flanders Tomorrow Tour
2-й на 1-м этапе
5-й на 2-м этапе
10-й в спринтерской классификации
3-й в очковой классификации
Три дня на севере, этап в Тю
2022
2-й на Гент — Вевельгем U23
Хиллерёд
Тур Бретани
7-й на 5-м этапе
8-й на 6-м этапе
7-й на Гран-при Хернинга
3-й на Туре Фюна
Флеш дю Сюд
5-й на 2-м этапе
4-й этап
8-й в горной классификации
3-й в очковой классификации
Гран-при Присниц спа
1-й этап
4-й в очковой классификации
2-й на чемпионате Дании — командная гонка U23
1-й этап Крейз Брейз Элит
3-й на Spar Nords Gadeløb
Тур де л’Авенир
2-й на 1-м этапе
2-й на 2-м этапе
5-й на 4-м этапе
6-й на 5-м этапе
2-й в очковой классификации
2023
Тур Бретани
4-й на 1-м этапе
6-й на 5-м этапе
6-й на Вайен — Эсбьерг (Чемпионат Ютландии и Фюна)
7-й на 1-м этапе Тура Дании
2025
10-й на 3-м этапе Тура Саудовской Аравии
10-й на Гран-при Крикельона

### Рейтинги
| Год                 | 2021   | 2022  | 2023   | 2024   |
| ------------------- | ------ | ----- | ------ | ------ |
| Мировой рейтинг UCI | 1098-й | 428-й | 2320-й | 2776-й |
| Европейский тур UCI | 814-й  | 342-й | -      | -      |
|                     |        |       |        |        |
| Источник: UCI       |        |       |        |        |

## Личная жизнь
Отец Себастьяна Чангизи, Чангиз Чангизи — бывший спортивный директор Team Mascot Workwear, помощник спортивного директора Team ColoQuick.